# Herman Nikolic
Herman Tadeus Nikolic, född 22 november 1976 i Jönköpings Sofia församling i Jönköpings län, är en svensk journalist.
Herman Nikolic växte upp i Huskvarna och var 1998 en av de första deltagarna i dokusåpan Expedition Robinson, där han utsågs till tittarfavorit men inte gick till final. Efter journalistexamen från JMK 2003 arbetade han bland annat vid Utbildningsradion och Strix.
Han verkade sedan under nio år vid Nerikes Allehanda i Örebro, där han var reporter, tillförordnad ansvarig utgivare och under fem år digitalchef. 2016 utsågs han till agendachef vid P4 Örebro, men gick snabbt vidare till Hall Media (som då hette Hallpressen) i Jönköping, där han i augusti 2016 blev redaktionell chef för mediehuset och redaktionerna på Jönköpings-Posten, Värnamo Nyheter, Smålands-Tidningen, Smålands Dagblad, Vetlanda-Posten, Tranås Tidning och Smålänningen i Småland samt Västgöta-Bladet, Skaraborgs Läns Tidning och Falköpings Tidning i Västergötland. Från februari 2019 blev Herman Nikolic även ansvarig utgivare för Hall Medias 18 tidningar och nyhetssajter. 
I april 2020 köptes Hall Media av Bonnier News Local som delade upp Hall Media. Herman Nikolic blev i september 2020 utnämnd till chefredaktör för Jönköpings-Posten med tillhörande jp.se och Jönköpingssajten  jnytt.se.
I maj 2022 meddelade Nikolic att han lämnar JP och Jnytt för att i stället ta rollen som Chefredaktör och ansvarig utgivare på Stampenägda Hallandsposten med säte i Halmstad. I augusti 2022 tillträdde han rollen på Hallandsposten.
I februari 2025 tillträdde Nikolic den nyinrättade rollen som Redaktionell affärsområdeschef i Gota Media som driver tolv tidningstitlar i Småland, Västergötland, Blekinge och Skåne.
Herman nominerades till grävpriset Guldspaden 2011 och har vunnit Murvelpriset, två gånger.
Under Nikolics tid på JP nominerades tidningen två gånger till prestigefyllda helhetspriset på galan Årets dagstidning och under de två åren på Hallandsposten kvalade tidningen  båda åren in som en av tre finalister i ”Årets redaktion” på samma gala. HP:s redaktion prisades under Nikolics tid som chefredaktör även internationellt på Inmagalan och på svenska Grävgalan.
Herman Nikolic är gift med Charlotta Nikolic (född 1979) och har fyra barn.